# Joachim Trautmann
Joachim Trautmann (* 16. August 1967 in Hannover) ist ein deutscher Fußballspieler. Der Abwehrspieler lief in 92 Spielen in der 2. Bundesliga auf, blieb dabei aber torlos. Mittlerweile ist er als Spielertrainer im saarländischen Amateurfußball tätig.

## Werdegang
Trautmann begann mit dem Fußballspielen bei der BSG Laatzen. Überregionale Bekanntheit erlangte er, als er 1990 mit dem TSV Havelse in die 2. Bundesliga aufstieg. Für die Havelser, die nach einem Jahr Profifußball wieder abstiegen, spielte er 30 Mal in der zweiten Liga. 
1992 wechselte Trautmann zum damaligen Zweitligisten VfL Wolfsburg, doch bereits ein Jahr später verließ er die Wölfe wieder, um beim 1. FC Saarbrücken anzuheuern, bei dem er in zwei Jahren allerdings nur in 30 Spielen eingesetzt wurde. Nach dem Abstieg des Klubs in die Regionalliga wechselte er zum FSV Salmrohr, ehe er nach einer Spielzeit zum 1. FC Saarbrücken zurückkehrte. Hier lief er drei Spielzeiten sowohl für die erste als auch die zweite Mannschaft des Klubs auf. 
1999 wechselte Trautmann zum FC 08 Homburg, ehe er als Spielertrainer zum SC Altenkessel ging. Anschließend betreute er in selber Funktion die Amateurvereine VfB Dillingen und SV Wallerfangen, seit 2008 ist er bei TUS Eschringen aktiv.